# 章克申城 (路易斯安那州)
章克申城（英語：Junction City），是美国路易斯安那州下属的一座村镇。根据2010年美国人口普查，该市有人口582人。建置上，属于“village”。